# Кадик, Арнольд Арнольдович
Арнольд Арнольдович Кадик (29 мая 1933, Москва — 18 апреля 2016, Москва) — российский учёный-геохимик, доктор геолого-минералогических наук, профессор, заслуженный деятель науки РФ (1999), лауреат премии А. П. Виноградова РАН (2008).

## Биография
Родился в 1933 г. в Москве в семье служащих.
В 1958 году окончил Геологический факультет МГУ по специальности «геолог-геохимик», выпускник кафедры петрографии .
В 1958—1960 гг. инженер научно-исследовательского института при Министерстве оборонной промышленности (космические исследования).
С 1961 года работал в ГЕОХИ АН СССР, с 1985 года — заведующий лабораторией геохимии мантии Земли, с 1998 по 2012 г. заместитель директора по научной работе.
В 1966 году защитил кандидатскую, в 1974 — докторскую диссертацию, в 1987 был утверждён в учёном звании профессора.
Область научных интересов — экспериментальные исследования геохимических процессов в недрах Земли.
Один из основателей нового направления в геохимии, связанного с изучением особенностей эволюции окислительно-восстановительного состояния мантийного вещества при его химической дифференциации.
Совместно с М. Я. Френкелем выдвинул теорию образования магм в условиях декомпрессионного плавления планетарного вещества при конвективных течениях мантии, дал обоснование тому, что адиабатический подъём мантийного вещества неизбежно приводит к его частичному плавлению и формированию магматических расплавов различного состава.
Скончался 18 апреля 2016 года. Похоронен на Введенском кладбище.

## Звания, награды и премии
- 1999 — Заслуженный деятель науки РФ
- 2008 — Премия имени А. П. Виноградова за а цикл работ «Геохимия мантии Земли: строение, химический и фазовый состав, продукты дегазации».

## Публикации
Автор более 400 научных работ, в том числе 6 монографий, среди них:
- Кадик А. А., Лебедев Е. Б., Хитаров Н. И. Вода в магматических расплавах. М.: Наука, 1971. 267 с.
- Кадик А. А., Луканин О. А. Дегазация верхней мантии при плавлении. М.: Наука, 1986. 96 с.
- Кадик А. А., Френкель М. Я. Декомпрессия пород коры и верхней мантии как механизм образования магм. М.: Наука, 1982. 120 с.
- Kadik A.A. Evolution of Earth’s redox state during upwelling of carbon-bearing mantle. Physics of the Earth and Planetary Interiors, 1997. 100, 157—166.